# Савранська ГЕС
Савранська гідроелектростанція (Савранська ГЕС) — мала гідроелектростанція, що знаходиться на річці Південний Буг біля смт Саврань Одеської області України.

## Історія
Будівництво Савранської міжрайонної гідроелектростанції розпочалось в 1946 р. за ініціативою райкому КП(б)У та виконавчого комітету Савранської райради депутатів трудящих.
За первинним проектом її потужність мала бути 250 кВт. Будівництво планувалось вести господарським способом, силами 16 колгоспів, які взяли участь у будівництві.
У 1948 р. в будівництві взяло участь 28 колгоспів і з'явилась потреба збільшити потужність до 500 кВт. Внаслідок збільшення об'єму будівництва, якого колгоспи не в змозі потягнути, було вирішено будівництво ГЕС передати підряднику — будівельній організації «Сільелектро» і на будівництво відкритий державний кредит.
У 1949 р. в будівництві ГЕС взяли участь всі 52 колгоспи.
 27 грудня 1949 року. РАТАУ: «У телеграмі на ім'я ЦК КП(б)У і Ради Міністрів УРСР керівники Савранського району повідомляють, що на Савранській ГЕС, Одеської області, закінчено монтаж трьох турбін… Перевірена і передається в експлуатацію система електрифікації перших десяти колгоспів».
Будівництво було закінчено до 1 травня 1950 р. Після прийому держкомісією потужність станції була встановлена в 400 кВт. Загальний контроль роботи ГЕС здійснює міжколгоспна Рада під керівництвом Лісогурського К. П.
У ході експлуатації проведено часткову реконструкцію турбин, внаслідок чого потужність збільшилась на 45 кВт.
Станом на 1 липня 1951 року гідроелектростанція обслуговує 15 укрупнених колгоспів району, комунгосп, райцентр, Савранську МТС, Савранську лісозахисну станцію, інкубаторну станцію (потужність 495 кВт).
Вартість відпущеної колгоспам та населенню електроенергії становила 0.30 коп. за 1 кВт·год.
Трохи згодом (через декілька років — у 1953-54 р.), спираючись на греблю Савранської ГЕС, на лівому березі річки свою гідроелектростанцію (200 кВт) збудував і Гайворонський район Кіровоградської області.
 (Устаткування демонтовано. Списана в 1972 році.)
Савранська ГЕС була в експлуатації 30 років, а в 1981 її закрили у зв'язку з введенням в експлуатацію другої черги Дніпровської ГЕС.
 (Збережено турбінний зал (будівля в аварійному стані) та греблю (гребля в задовільному стані). Устаткування демонтовано.)
З початку 2010-х років започатковані відновлювальні роботи.
 В березні 2011 р. введено в експлуатацію так звану Березівську ГЕС (на лівому, Кіровоградському березі) — 1 турбоагрегат потужністю 330 кВт.

У березні 2014 року запущено Савранську ГЕС — 3 турбоагрегати потужністю по 0,3 МВт.

## Прибузьке
Наприкінці 1940-х – початку 1950-х років поблизу ГЕС (на місці колишнього хутора) було побудоване селище Савранської гідроелектростанції; з 1960 р. с-ще Прибузьке (див. Адміністративний устрій Савранського району).
На початку 1970-х років (після закриття Березівської ГЕС) на місці колишнього селища було організовано спортивно-оздоровчий табір «Південний Буг» ОТІХП (нині Одеська державна академія холоду).

## У літературі та мистецтві
У митця Альбіна Ґавдзінського є картина «Будівництво Савранської ГЕС» (рос. Строительство Савранской ГЭС, 1948 р.).
Поет Олександр Уваров написав вірша та рядки у поемі про ГЕС:

Сколько зря у излучин, у скал

Буг энергии расплескал.

Но явились на берег реки

изыскатели, подрывники…
Приподнялся, разлился Буг

морем ярких огней вокруг.

Из колхозов пугливо прочь

отступила степная ночь.

В мастерскую, на ферму, ток

устремился к моторам ток.

И разрезала тишь села

электрическая пила.(рос.)
— О. Г. Уваров. «Огни на Буге» (1949)

А вот и ГЭС.

Я просто озадачен!

Откуда взялись этот парк и сад?

Я помню берег, он был дик и мрачен.

Почти вчера — двенадцать лет назад.

Дать сёлам свет! — звучало так весомо,

Звало на труд, рождало в людях пыл.

Со всеми вместе секретарь райкома

Рыл котлован, плотину возводил.

Столбы шагнули по степной округе,

Да так, что небу стало горячо.

А я писал «Огни на Буге»,

Хотя огней и не  было ещё…
— О. Г. Уваров. «Саврань» (поэма), Глава II (1963)